# Lichtöffnung
| Dieser Artikel wurde auf der Qualitätssicherungsseite des WikiProjekts Planen und Bauen eingetragen. Dies geschieht, um die Qualität der Artikel aus den Themengebieten Bautechnik, Architektur und Planung auf ein akzeptables Niveau zu bringen. Dabei werden Artikel, die nicht maßgeblich verbessert werden können, möglicherweise in die allgemeine Löschdiskussion gegeben. Hilf mit, die inhaltlichen Mängel dieses Artikels zu beseitigen, und beteilige dich an der Diskussion! |

Lichtöffnungen nennt man im Hochbau alle Arten von Wandöffnungen, die der Belichtung der Bauwerke dienen. Sie können offen oder durch transparente Materialien verschlossen sein. Lichtöffnungen sind z. B. Fenster, Oberlichter, Lichthöfe, Lichtröhren oder Lichtschächte.